# Последната битка (филм)
Вижте пояснителната страница за други значения на Последната битка.
„Последната битка“ (на френски: Le Dernier Combat) е френски научнофантастичен филм от 1983 година на режисьора Люк Бесон по негов сценарий в съавторство с Пиер Жоливе.
Действието се развива в постапокалиптичен свят, в който малцината оцелели, предимно мъже, не могат да говорят. Главният герой построява самоделен самолет и отива в съседен град, обитаван от барикадирал се в клиниката си доктор и агресивен мъж, живеещ извън нея. Главните роли се изпълняват от Пиер Жоливе, Жан Рено, Жан Буиз.
„Последната битка“ е първият пълнометражен филм на Люк Бесон и начало на плодотворното му сътрудничество с Жан Рено и композитора Ерик Сера. Той е номиниран за награда „Сезар“ за дебютен филм.